# Orcevaux
Orcevaux é uma comuna francesa na região administrativa de Grande Leste, no departamento de Haute-Marne. Estende-se por uma área de 4,22 km². Em 2010 a comuna tinha 104 habitantes (densidade: 24,6 hab./km²).